# Karma
Karma (adattamento del termine sanscrito trascritto nel vedico kárman, più comunemente karman in italiano anche carma, devanagari: कर्मन्) è un termine in uso nei Veda, dove è inteso come «atto», «evento rituale», e traducibile nelle lingue occidentali come «azione». Il karma indica, presso le religioni e le filosofie indiane o originarie dell'India, il generico agire per raggiungere un fine, secondo il principio di «causa-effetto», quella legge secondo la quale questo agire coinvolge gli esseri senzienti vincolandoli alle conseguenze morali che ne derivano, e quindi al saṃsāra, il ciclo delle rinascite. 

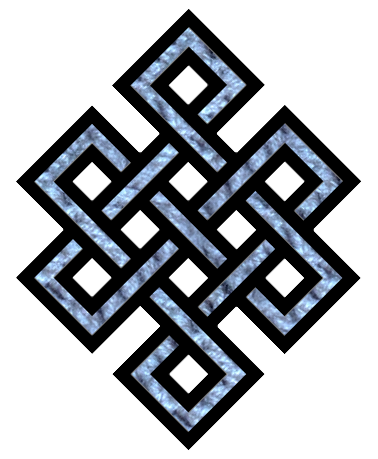
Il nodo infinito, uno dei simboli del karma, che rappresenta l'interconnessione perenne tra cause ed effetti.

Quello del karma è uno dei concetti nucleari delle dottrine induiste, strettamente connesso all'altro del mokṣa, inteso quest'ultimo sia dal punto di vista soteriologico, e cioè salvezza dal saṃsāra, sia dal punto di vista spirituale, come conseguimento di una condizione superiore, diversamente intesa a seconda della dottrina.

## Generalità
La dottrina moderna del karman origina dalle speculazioni religiose delle Upaniṣad vediche; essa è oggi centrale nell'Induismo, nel Buddismo, nel Sikhismo e nel Giainismo. Così in ambito induista è comunemente considerata la parte non-materiale delle azioni, ed è la causa del destino degli esseri viventi. In Occidente si diffuse nel corso del XIX secolo, divulgato dalla Società Teosofica, ed è al centro anche di molte dottrine New Age.

## Origine del terminekarmane resa in altre lingue asiatiche
Il termine sanscrito karman ha origine dalla radice verbale sanscrita kṛ avente il significato di "fare" o "causare", presupponendo la condizione di "creare qualcosa agendo", corrispondente al greco antico kraínō ("realizzare") e al latino creo-are ("creare"). La sua radice indoeuropea corrisponde a *kwer (atto sacro, atto prescritto) e la si riscontra nel latino caerimonia da cui, ad esempio, l'italiano "cerimonia" o l'inglese ceremony.
Nelle altre lingue asiatiche il termine sanscrito karman viene così reso:
- in pāli: kamma;
- in cinese: 業 yè;
- in giapponese 業 gō;
- in coreano 업 eop;
- in vietnamita nghiệp;
- in tibetano las.

## Prime nozioni nella cultura vedica
Originariamente la nozione religiosa espressa dal termine sanscrito karman indicava un rituale correttamente eseguito. La Religione vedica era essenzialmente fondata sul sacrificio (Yajña) occasione di scambio di doni tra gli Dei (Deva) e gli uomini. Tale scambio era libero e gli Dei potevano o no rispondere alle esigenze degli uomini. Sconosciuta è invece nel Vedismo qualsiasi nozione inerente alla sofferenza delle esistenze e della consequenziale necessità di compendiare un percorso di liberazione (mukti) da essa: con il sacrificio si cercava di guadagnare i godimenti terreni (bhukti).
Con l'avvio dei testi Brāhmaṇa, il sacrificio vedico progressivamente si razionalizza e organizza. Gli Dei sono ora costretti dalle formule sacrificali (mantra) a rispondere necessariamente ai doni degli uomini. Il sacrificio vedico possiede qui una rispondenza automatica e necessaria.
I sacrifici sono ora officiati da una casta precisa, i brahmani, raggiungendo costi onerosi, e quindi il proponente (yajamāna) richiedeva la certezza del risultato. L'azione rituale del brahmano, qui denominata con il preciso termine di karman, acquisiva un successo automatico se il rito era eseguito in modo corretto, ma tale risultato era proiettato sempre e comunque nel futuro.
Il risultato sacrificale poteva dunque essere realizzato anche nella vita prevista dopo la morte. L'uomo possedeva, era un contenitore che raccoglieva le proprie azioni religiose in vista del suo futuro.
Così in un inno tardo del Ṛgveda X,14,8:
(Ṛgveda X,14,8)
Nei Brāhmaṇa il sacrificio è indicato come apūrvakarman (atto il cui esito ancora non è stato raggiunto).
Il mondo dell'individuo è un mondo che lui stesso ha deciso, con le sue azioni religiose, a "costruirsi". Così la Kauṣitakī Brāhmaṇa XVI, 2,3:
(Kauṣitakī Brāhmaṇa XVI, 2,3)
Sylvain Lévi nota, riferendo dei testi Brāhmaṇa che trattano del sacrificio vedico come
(Sylvain Lévi. La dottrina del sacrificio nei Brāhmaṇa. Milano, Adelplhi, 2009, pag. 142)
Karman nella prima cultura vedica è quindi solo l'atto religioso, e corrisponde come nozione alla sua radice indoeuropea. Essendo il sacrificio l'atto religioso per antonomasia della cultura vedica, e acquisendo nel corso dei secoli lo scopo di ottenimento necessario di "favori" dagli Dei vedici, l'atto religioso (karman) del brahmano svolto a favore di coloro che chiedono il sacrificio riverbera su questi ultimi come risultati futuri, anche dopo la morte. Chi fa celebrare molti karman nella sua vita attuale otterrà molti risultati favorevoli nella vita futura, e chi ne celebrerà pochi otterrà pochi meriti per la vita futura.

## IlkarmannelleUpaniṣadvediche
Le Upaniṣad sono dei testi a uso di coloro che partecipavano ai riti religiosi propri del Brahmanesimo. Essi compendiano le riflessioni filosofico-religiose sugli stessi riti, questi ultimi fino a quel momento organizzati e interpretati lungo la tradizione segnata dai Veda, dai Brāhmaṇa e dagli Āraṇyaka.
Secondo Karl Jaspers, le Upaniṣad compaiono durante il periodo assiale dell'umanità che corrisponde alla nascita della coscienza dell'uomo. In questo quadro storico, la risposta che le Upaniṣad offrono al destino dell'uomo, nella sua vita e dopo la morte, è duplice e comunque segnato irrimediabilmente dalla sua condotta: da una parte egli può seguire la "via dei Padri" (piṭryāna) e rinascere in questo mondo, oppure, ma solo se conduce una vita ascetica rinunciando agli obiettivi "mondani", mirare alla "via degli Dei" (devayāna).
L'uomo modella il suo destino come un "orefice" il suo gioiello, perfezionandolo e rendendolo più bello.
Così la Bṛhadāraṇyaka Upaniṣad:
(Bṛhadāraṇyaka Upaniṣad IV,4,4)
Ma la felicità umana "mondana" non è che una piccola parte di ben più ampie felicità.
(Bṛhadāraṇyaka Upaniṣad IV,3,33)
Allo stesso modo si esprime l'ottavo anuvāka del Brahmāndavallī appartenente alla Taittirīya Upaniṣad.
Ma è nel tredicesimo verso del secondo adhyāya del terzo brāhmaṇa della Bṛhadāraṇyaka Upaniṣad che la dottrina del karman trova la sua prima piena descrizione che ridonderà successivamente nell'alveo delle dottrine religiose e filosofico-religiose indiane.
(Bṛhadāraṇyaka Upaniṣad III,2,13)
Nella Kaṭha Upaniṣad le affermazioni di Yama, signore della morte (mṛtyu), evidenziano come per gli autori delle Upaniṣad le azioni davvero meritorie non sono quelle che hanno fini "mondani": 
(Kaṭha Upaniṣad II,6)
Gavin Flood ci ricorda infatti che seppur le origini delle nozioni di karman e saṃsāra siano tutt'oggi oscure
Nelle Upaniṣad la personalità e la condizione di un individuo sono dunque determinate dai suoi desideri che lo portano a volere e quindi ad agire in un determinato modo; l'insieme di queste azioni producono dei risultati proporzionali alle azioni stesse.
I "saggi" delle Upaniṣad sostenevano quindi che non solo il comportamento di un rituale o di un sacrificio pubblico producesse delle conseguenze future, ma che qualsiasi "azione" umana possedeva gli stessi esiti in quanto queste "azioni" rappresentavano un riflesso interno del processo cosmico.
In una più tarda Upaniṣad, la Śvetāśvatara Upaniṣad, la dottrina del karman acquisisce i suoi connotati definitivi:
(Śvetāśvatara Upaniṣad, V,7. Traduzione a cura di Carlo Della Casa. In Upaniṣad. Torino, UTET, 1983, pag. 410)

## Giainismo

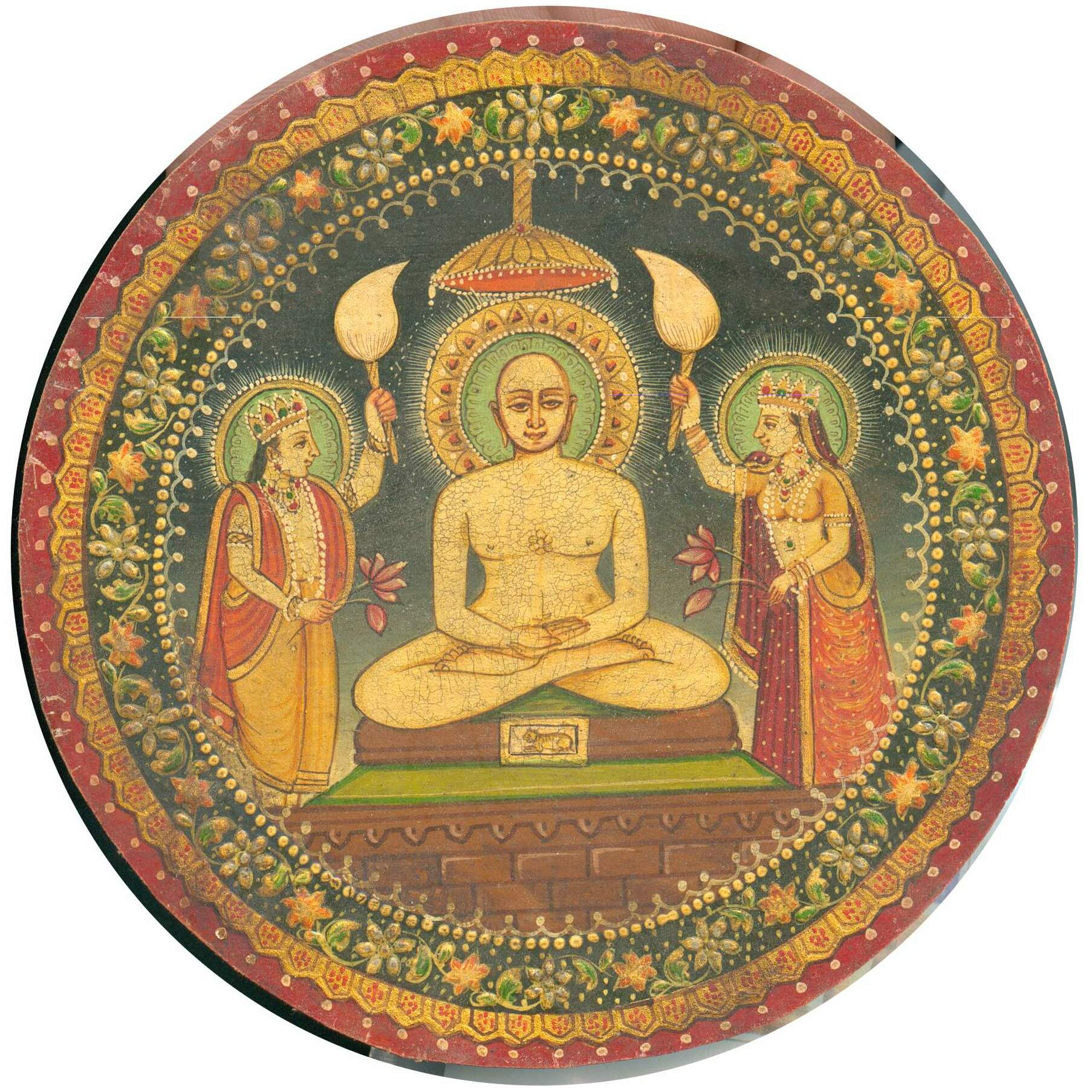
Māhavīra, sopporta il proprio karma con equanimità e ottiene la liberazione

Secondo la filosofia giainista, tutte le anime sono intrinsecamente pure, in possesso delle qualità di infinita conoscenza, percezione infinita, beatitudine infinita e infinita energia. Quando sono associate agli esseri senzienti, le anime perdono la purezza primeva, trascorrendo nel ciclo delle vite, contaminate e ostacolate, a causa del karma. L'anima è associata al karma per l'eternità del tempo senza inizio. Questa schiavitù dell'anima è spiegata nei testi giainisti, per analogia con il minerale dell'oro, che, nel suo stato naturale, si trova sempre allo stato grezzo, di commistione con altri materiali metallici. Allo stesso modo, lo stato idealmente puro dell'anima è sempre intrinsecamente permeato dalle impurità del karma. La liberazione dell'anima dalle impurità del karma, può essere raggiunta - come quella dell'oro - applicando i giusti metodi di purificazione. Nel corso dei secoli, i monaci jaina hanno sviluppato un corpus ampio e sofisticato di letteratura che descrive la natura dell'anima, i vari aspetti del karma, e le modalità e gli strumenti per raggiungere mokṣa.
Un filosofo gianista, Virchand Gandhi descrive il karma così:- "Tutte le anime non liberate, quando trapassano da una vita all'altra, portano con sé il corpo karmico, che è invisibile e sottile. Questo corpo, a seconda delle energie karmiche che trasporta, attira le particelle di materia, necessarie per formare il nuovo corpo fisico. Gli organi dei sensi, parola e mente si formano in base alla capacità dell'anima di collazionarli, attraverso le sue connessioni karmiche. Così si ri-nasce nei mondi infernali o celesti. La mente include i desideri, le emozioni, l'intelligenza, il pensiero. Secondo i gianisti, l'anima in forma pura ha infinita conoscenza e potere. Queste facoltà sono ostruite dalla schiavitù karmica.

### Reincarnazione e trasmigrazione
Il karma costituisce un elemento centrale e fondamentale della fede gianista, essendo strettamente collegato ad altri suoi concetti filosofici come la trasmigrazione, la reincarnazione, la liberazione, la non-violenza (ahimsa) e il non attaccamento. Le azioni hanno conseguenze: a volte immediate, a volte rimandate a future incarnazioni. Così la dottrina del karma non è considerata in relazione ad una sola vita, ma anche in relazione alle future incarnazioni e alle vite precedenti.
L'Uttarādhyayana-sutra afferma (vv. 3,3-4): "Il Jiva o anima a volte è nato nel mondo degli dèi, a volte in un inferno, a volte acquisisce il corpo di un demone. Tutto questo avviene a causa del suo karma. Questo Jīva a volte nasce come un verme, come un insetto o come una formica". Il testo dichiara inoltre (vv. 32,7): "Il karma è la radice della nascita e della morte, le anime legate dal karma girano e girano nell'infinito ciclo dell'esistenza".
Le azioni e le emozioni della vita attuale, influiscono sulle incarnazioni future, a seconda della natura del karma che contengono. Ad esempio, una condotta buona e virtuosa, indica un desiderio latente di sperimentare gli aspetti buoni e virtuosi della vita. Pertanto, una persona attira karma positivo, con cui si assicura che le nascite future gli permetteranno di vivere e manifestare, senza ostacoli, le proprie virtù. In questo caso, rinascerà in cielo o in una famiglia umana, prospera e virtuosa. D'altra parte, una persona che si comporta in modo immorale e compie atti crudeli, manifesta il desiderio latente di sperimentare gli aspetti negativi e crudeli della vita. Di conseguenza attirerà karma che lo porterà a reincarnarsi all'inferno, o in forme di vita inferiori, che gli permetteranno di sperimentare la crudeltà e la mancanza di regole morali, da cui si sente attratto.
Non c'è qui un giudizio di condanna o approvazione: non è una punizione o una ricompensa, ma una naturale conseguenza delle scelte di vita fatte consapevolmente o inconsapevolmente. Qualunque sofferenza o piacere che l'anima potrebbero sperimentare nella vita attuale è causato da scelte che ha fatto in passato. Come conseguenza di questa dottrina, il giainismo attribuisce enorme importanza alla purezza del pensiero e del comportamento morale.

## Buddismo
Il karma è un "principio universale" secondo il quale un'"azione virtuosa volontaria" genera una o più rinascite positive, mentre un'azione "non virtuosa volontaria" (che produce sofferenza) genera rinascite negative. Il karma, dunque, vincola tutti gli esseri senzienti al ciclo del saṃsāra poiché tutto ciò che l'essere farà, si ripercuoterà in una qualche "condanna" nelle vite future. Quando si compie (o si desidera di compiere) un'azione non virtuosa, si depositano nella vita stessa dei "semi" o "residui" (sans. vāsanā) in seguito alla produzione di karma negativo. Quando si compie un'azione virtuosa invece, si produce karma positivo. Questi residui allungheranno la permanenza dell'esistenza nel samsāra. Esiste però un tipo di karma che non è né positivo né negativo, quello che porta alla "liberazione" (Vimukti) ed è indicato come aśukla avipāka karma karmaḳsayāya saṃvartate. Ogni manifestazione degli esseri senzienti possiede una certa quantità di "semi del karma" che, finché non saranno esauriti, li costringeranno a permanere nel ciclo del samsāra. Questi "semi" sono frutto di azioni compiute in innumerevoli vite precedenti. Essi non possono diminuire ma possono essere distrutti con il raggiungimento dell'"illuminazione" (Bodhi). Con l'estinzione del debito karmico, l'essere non sarà più vincolato al karma e quindi al samsāra e potrà raggiungere il Nirvana. Il significato e il ruolo attribuito alla dottrina del karma varia a seconda degli insegnamenti delle differenti scuole buddiste.
(Mahavastu, ed. E. Senart, I, 246)
(Anguttara Nikàya, trad. David-Neel, Le Bouddhisme, p. 152.)
Il compimento (samskhāra) dell'atto (karman) nel Buddismo è visto in stretta relazione con l'intenzione (cetana), che ne determina le qualità morali. Un gesto compiuto o un pensiero elaborato (prayatna) senza intenzione non produce effetti karmici, né negativi né positivi.
Il buddismo Theravāda classifica in diversi modi il kamma. Una di queste modalità prende in considerazione il risultato che produce l'azione. E così si hanno le seguenti classi di kamma.
1. Atti oscuri con risultati oscuri. Questi sono atti che sono dannosi, che violano uno o più precetti. Conducono ad una nuova esistenza di intenso dolore.
2. Brillanti, o puri, con esiti brillanti. Una tale azione è innocua. In questa categoria è inclusa l'astensione dal prendere la vita, dal furto ecc. quando ciò è compiuto con l'intenzione di ottenere una rinascita favorevole. È detto che l'astensione dal male in tali circostanze conduca veramente ad una rinascita in uno stato di autentica benedizione.
3. Sia oscuri che brillanti con esiti misti. Tali atti sono quelli che sono allo stesso tempo dannosi e benefici. Hanno esito in stati di esistenza che, come l'esistenza umana, conoscono sia il piacere che il dolore. Una caratteristica significativa di ciascuna di queste prime tre categorie è che muovono da un proposito. Ossia, sono compiute con l'intento di ottenere un godimento sensuale in questa vita, oppure una specifica rinascita.
4. La quarta categoria di atti è chiamata "[atti] né oscuri né brillanti, con nessun tale esito". Atti di questa categoria finale conducono al consumo del kamma passato. Questa categoria di atti implica la rinuncia agli atti che conducono alla rinascita, che sia dolorosa o piacevole. Una tale azione, contrariamente a quelle delle prime tre categorie, è priva di sé. Per cui, dal punto di vista buddista, è la sola da doversi perseguire.[29]

Condizionata dalla sola esistenza (bhava), la nascita (jati) delle intenzioni non è reversibile e niente di ciò che esiste (tranne il nirvana) che sia una divinità, una pratica rituale, un rimorso, un rimpianto o la morte potrà impedire che se ne formi il frutto, che maturi e che si riversi sull'agente nelle condizioni determinate solo e solamente dall'atto medesimo.
Per cui l'implacabile responsabilità personale va ricondotta sempre alle vite precedenti per una piena comprensione ed eventualmente distruzione degli atti medesimi, siano essi positivi (kusala) o negativi (akusala).
(Cāturvargīya-vinaya (Quadruplici regole della disciplina, 四分律 pinyin: Shìfēnlǜ, giapp. Shibunritsu) vinaya della scuola Dharmaguptaka, ed. Taishò Issaikyò (Canone cinese), n. l428, p.789a-b)
Scrive lo studioso theravāda Ñanatiloka nel suo dizionario pāli-inglese:
"La volizione (cetanā), o monaci, è quello che chiamo azione (cetanāhaṃ bhikkhave kammaṃ vadāmi), che per via della volizione si compiono azioni con il corpo, la parola o la mente... C'è karma (azione), o monaci, che matura nell'inferno... karma che matura nel mondo animale... karma che matura nel mondo degli uomini... karma che matura nel mondo celeste... Triplice, tuttavia, è il frutto del karma: quello che matura nel corso della propria vita, (diṭṭa-dhamma-vedanīya-kamma), quello che matura nella prossima nascita (upapajja-vedanīya-kamma) e quello che matura in ulteriori nascite (aparāparīya-vedanīya kamma)..."

(Anguttara Nikāya VI, 63).»
Da un lato il nostro innato senso di giustizia morale richiede che il bene sia ricompensato con la felicità e il male con la sofferenza, dall'altra la nostra esperienza ci mostra che spesso, persone virtuose sono perseguitate da gravi difficoltà e sventure, mentre criminali e malvagi impenitenti vivono beati, ricchi e senza paura. L'intuizione morale ci dice che, se l'ordine visibile non produce effetti evidenti, dipendenti dalle diverse cause, ci deve essere un'altra sede in cui rivendicare la nostra necessità di giustizia. Nel buddismo questa legge impersonale, che regna su tutti gli “esseri senzienti” è la legge del "kamma". Ogni azione porta un frutto, buono, cattivo o neutro, immediato o dilazionato nel tempo, in una sequenza illimitata di esistenze. Il kamma ha una base etica che assicura che l'azione moralmente determinata non scompare nel nulla ma, alla fine, incontra la sua giusta retribuzione: il bene con la felicità, il male con la sofferenza.
Il Dhammapada dimostra che la morale non esaurisce il proprio compito, dando semplicemente un contributo alla felicità umana, qui e ora, ma esercita un'influenza di gran lunga più importante, nel destino personale del discepolo. Questo livello inizia con il riconoscimento del fatto che, l'esistenza, vista alla luce, del pensiero riflessivo, esige una spiegazione più profonda di quella che può dare la semplice esortazione etica alla bontà e all'altruismo.
Nella concezione popolare il kamma viene a volte identificato con il destino, ma questo è un totale fraintendimento, del tutto inapplicabile alla dottrina buddista. Kamma significa azione volitiva, l'azione che scaturisce dall'intenzione, che può manifestarsi come atto del corpo, della parola o del pensiero. Il campo in cui i semi del kamma vengono portati a maturazione, è l'interminabile processo delle rinascite, chiamato samsara. Nell'insegnamento del Buddha, la vita non è vista come un evento isolato ma come parte di una serie individualizzata di vite, che non hanno un inizio conoscibile nel tempo e continuano finché il desiderio di esistenza si spegne nel Nibbana. Le rinascite possono portare gli esseri nei diversi regni, inferiori e superiori a quello umano.
Quindi il secondo livello di insegnamento presente nel Dhammapada è il corollario pratico della legge del kamma. Vi si trovano le regole che indicano agli esseri umani, che naturalmente desiderano la felicità e la libertà dal dolore, i mezzi più efficaci per raggiungere i loro obiettivi. Il contenuto di questo stesso insegnamento non è diverso da quello presentato al primo livello: è la stessa serie di ingiunzioni etiche volte ad evitare il male e a praticare il bene. La differenza sta nella prospettiva: non più solo sociale, i principi della morale sono mostrati qui nelle loro più ampie connessioni cosmiche, in quanto legati a una legge invisibile ma onnicomprensiva, che tiene assieme le vite degli esseri senzienti e domina sui cicli di nascita e morte. Chi vìola questa legge, agendo nella stretta dell'odio, dell'ignoranza e dell'egoismo, subisce un deterioramento del proprio stato di essere umano, che lo porta inevitabilmente nei mondi della sofferenza. Il tema è già annunciata dalla coppia di versi che apre il Dhammapada, e riappare in formulazioni diverse in tutto il testo.
Ma si tenga presente che nel Buddismo Mahāyāna l'errore nella condotta verso la liberazione è duplice, vale a dire che esso «mette in moto la rinascita e allo stesso tempo è causa della sua estinzione» per diretta conseguenza della visione mahayana dell'ignoranza (avidya) che è duplice, vale a dire falsa conoscenza (viparyāsa'') e non conoscenza (ajnana) che si risolve con l'eliminazione della prima e l'acquisizione positiva dell'onniscienza buddhica (sarvajna).
(Il Sutra Del Loto, La parabola della città fantasma, VII, 182-3 (Esperia Edizioni, Milano, 1998))

## Induismo
Il concetto di karma è inscindibile da quelli di saṃsāra e mokṣa: sono le idee cardine di quella che è nota come "dottrina della rinascita". L'induismo, e in generale il pensiero indiano tutto, ruota attorno a questi concetti e alle vie che possono condurre alla liberazione dal ciclo delle rinascite.
Questa dottrina della rinascita, come si è qui sopra detto, fa la sua comparsa nelle prime Upaniṣad: di essa non si parla né nelle Saṃhitā dei Veda né nei successivi Brāhmaṇa, d'altronde tale concezione mal si concilia con la visione vedica di un aldilà nel quale si è premiati o puniti in conseguenza del comportamento avuto in vita, ma soprattutto dove non si presenta, come invece la dottrina della rinascita fa, una spiegazione convincente delle diseguaglianze alla nascita e delle sofferenze apparentemente inspiegabili che l'individuo è costretto a subire in vita.
La cosiddetta "legge del karman", come invece oggi è nota pur con le sue differenze fra le varie correnti e tradizioni dell'induismo, è formulata molti secoli dopo presso le scuole del Vedānta, uno dei sei sistemi ortodossi (darśana) della filosofia indiana.
Così, mentre inizialmente il significato di karman era quello di "atto religioso" con riferimento al rito sacrificale compiuto dal brahmano, e quindi al suo "dovere religioso" in senso lato, adesso tale interpretazione è estesa anche alle altre caste (varṇa), ognuna nel suo dominio. Quindi, come è un dovere per il brāhmaṇa eseguire correttamente il rito, così per il kṣatriya sarà un dovere agire efficacemente in guerra; così per il vaiśya  far bene il proprio lavoro; così per il śūdra servire le altre caste.
Con queste parole, nella Bhagavadgītā (III sec.  a.e.v. nella sua prima formulazione), Kṛṣṇa parla ad Arjuna evidenziando il legame fra dovere e karman:
(Bhagavadgītā, XVIII.47)
Questo dovere sociale è dunque il dharma, "dovere" nel senso di "corretto agire", in accordo con la propria condizione cioè, senza avversione e senza inganno: è questo che non fa commettere "peccato", nel senso di evitare di "accumulare karma negativo". Dharma e karman sono termini di una legge cui sottostanno tutti gli esseri senzienti, una legge universale che coinvolge tutti e tutti insieme. Ognuno deve contribuire col proprio retto comportamento all'ordine cosmico: evitare di curare il proprio dharma ha conseguenze sull'intero universo, e questo è tanto più vero quanto più si è in alto nella scala sociale.
(Robert Charles Zaehner; Zaehner 2012, p. 101)
Alla legge del karman non si sottraggono nemmeno gli dèi. Così Kṛṣṇa spiega, sempre nella Bhagavadgītā, il proprio ruolo nel mondo:
(Bhagavadgītā, III.22-24)
Nelle correnti teiste dell'induismo la legge del karman assumerà un ulteriore aspetto: il Signore può eccezionalmente influenzare il karman, che comunque, nella gran parte dei casi, continua a "funzionare" in modo autonomo. Questa caratteristica già fa la sua apparizione proprio nella Bhagavadgītā, dove negli ultimi versi Kṛṣṇa conclude esortando Arjuna ad abbandonare il dharma e ad affidarsi interamente a Lui.
Negli Yoga Sūtra, il testo fondamentale dello Yoga darśana (lo Yoga classico) – e siamo ai primi secoli della nostra era (sebbene il suo autore, Patañjali, sia tradizionalmente collocato nel II sec. a.e.v.), il karman è connesso con quelli che sono definiti gli "stati dolorosi" (o anche "afflizioni", kleśa): ignoranza spirituale (avidyā); sentimento di individualità (asmitā); attaccamento (rāga); disgusto (dveśa); volontà di vivere (abhiniveśa). Sono questi a influenzare il karman, a sua volta il karman spinge verso stati che creano dolore. Per Patañjali è saggio chi si rende conto di questa spirale di dolore che avvolge l'agire umano.
(Yoga Sūtra, II.12; citato in B. K. S. Iyengar, Commento agli Yoga Sūtra di Patañjali, a cura di Gabriella Giubilaro, Giovanni Corbo, Agrippina Pakharukova, Edizioni Mediterranee, 2010)
Lo Yoga di Patañjali (detto anche Raja Yoga, "Yoga regale") si propone come strada verso l'emancipazione (apavarga) da questo dolore (e quindi dal ciclo delle rinascite), emancipazione che è qui intesa come ottenimento della separazione (kaivalya) fra spirito (puruṣa) e materia (prakṛti). Con lo Yoga la coscienza (citta), che è la componente più evoluta della materia, quella più vicina per affinità allo spirito, si emancipa nel senso di comprendere di essere appunto materia, lasciando liberato lo spirito, che così separato non viene più coinvolto dalle vicende della materia. Puruṣa e prakṛti fanno parte della terminologia del Sāṃkhya darśana, la solida dottrina filosofica sulla quale Patañjali fonda il suo Yoga, quella scuola che influenzerà gran parte delle altre scuole e tradizioni dell'induismo successivo. Con citta Patañjali intende l'insieme delle prime tre categorie (tattva) della prakṛti: intelletto (buddhi); senso dell'Io (ahaṃkāra); senso interiore (manas).

Lo svincolarsi del puruṣa dalla prakṛti ha quindi come conseguenza, da un lato il riposo dello spirito individuale in sé stesso, dall'altro il tacitarsi dell'evoluzione della materia, nel senso che l'io empirico non è ora più soggetto alla trasmigrazione. Non è infatti lo spirito individuale (il puruṣa) a trasmigrare, sebbene così possa apparire all'individuo non emancipato, bensì il suo io empirico, costituito da alcune categorie inferiori della materia.
Patañjali continua introducendo il concetto di saṁskāra, cioè le "tracce" delle azioni compiute in vita, le quali restano come impresse in modo subliminale e fanno sentire il loro effetto in due momenti: nella vita attuale e in quelle future, dove si presenteranno come "impronte accumulate nelle vite passate", effetto del karman cioè (karmāśayaḥ). È una catena in apparenza impossibile da spezzare quella che il filosofo teorizza: l'azione produce tracce, queste tracce sono causa di turbamento della coscienza (cittavṛtti) e quindi di dolore, il dolore spinge nuovamente all'azione; la morte del corpo fisico non estingue queste tracce, che veicolate dal corpo trasmigrante si presenteranno come tracce del passato in un nuovo corpo fisico. È il karman.
Il karman riguarda sia l'attività o l'agire in sé sia l'insieme delle conseguenze delle azioni compiute da un individuo nelle vite precedenti. Secondo il principio del karma le azioni del corpo, della parola e dello spirito (i pensieri) sono insieme causa e conseguenza di altre azioni: niente è dovuto al caso, ma ogni avvenimento, ogni gesto è legato insieme da una rete di interazioni di causa/effetto. Così Gianluca Magi:
(Gianluca Magi in Karman, "Enciclopedia filosofica" vol. 6. Milano, Bompiani, 2006, pag. 6013)
Lo Yoga regale, la via che Patañjali propone, mira a spezzare questa catena, non tanto puntando all'evitamento dell'azione, quanto piuttosto a placare il turbamento della coscienza.

Ādi Śaṅkara (788 – 820 e.v.), il noto filosofo esponente dell'Advaita Vedānta (il Vedānta non dualista, un'altra delle darśana hindu), scuola che si rifà agli insegnamenti delle Upaniṣad elaborando un monismo assoluto che assegna al divenire del mondo e dell'individuo una realtà illusoria, riprende la teoria del karman così come esposta da Patañjali e la amplia introducendo quei concetti che attualmente sono entrati nel linguaggio comune quando si discorre di karma.
Nei suoi numerosi commenti (bhāṣya) alle Upaniṣad, alla Bhagavadgītā e ai Brahma Sūtra di Bādarāyaṇa, il filosofo distingue tre tipi di "residui karmici" identificabili alla morte dell'individuo:
- prārabdhakarman: residui karmici di vite precedenti che erano già presenti alla nascita della vita appena conclusa
- sañcitakarman: residui karmici di vite precedenti che sono rimasti latenti nella vita appena conclusa, che cioè non sono giunti a maturazione (vipāka)
- sañcīyamāna (o anche āgāminkarman): semi generati dalle azioni compiute nella vita appena conclusa e che si presenteranno come residui karmici nelle vite future.

Il prārabdhakarman del nuovo individuo nascente sarà quindi dato dall'insieme di sañcitakarman e āgāminkarman: da questo punto di vista il prārabdhakarman è quindi il karma "ereditato" e che si dovrà cercare di far maturare, risolvere ai fini della liberazione. Prārabdha vuole infatti dire "cominciato", "intrapreso". Sañcita è invece generalmente tradotto con "accumulato", con riferimento a quel karma irrisolto nel corso della vita.
Questa terminologia ("maturazione", "semi", eccetera) deriva dal modello di cui Śaṅkara si serve per spiegare il karman, il ciclo agricolo del riso. Egli si serve anche di un'altra analogia per illustrare il prārabdhakarman: questo è come una freccia che viaggia fino a che avrà esaurito la sua energia; nello stesso modo il karma accumulato viaggia di corpo in corpo fin tanto che non verrà estinto. Un altro concetto a cui Śaṅkara ricorre è quello di vāsanā, qui traducibile con "impressione", "inclinazione", "traccia inconscia", nel senso di tendenza che spinge ad agire verso un obiettivo, agire fisicamente, verbalmente o anche solo mentalmente. Il residuo karmico fa sentire la sua presenza dando luogo a una inclinazione, questa a sua volta spinge all'azione.
Una importante differenza fra l'esposizione di Śaṅkara e Patañjali riguarda il periodo che intercorre fra la morte e la rinascita: mentre Patañjali tace sull'esistenza di un tale stadio, il primo invece elabora, rifacendosi alle Upaniṣad, una teoria abbastanza dettagliata su cosa succeda al "corpo sottile" che sopravvive alla morte del corpo fisico (o "corpo grossolano") e su come questo si reincarni in corpo piuttosto che in un altro.
Il karman dà adesso conto dell'agire degli esseri viventi inquadrato in un contesto ben più vasto: socialmente, in quanto presenta una teoria che spiega il motivo per cui alla nascita non siamo tutti eguali, perché per esempio si nasca in una casta e non in un'altra; temporalmente, perché la vita dell'essere non è più soltanto quella attuale, ma è ora compresa in un arco di durata ben maggiore: si rinasce perché nelle precedenti vite si è "accumulato" karman; eticamente, perché fornisce una base sulla quale interpretare e regolare il comportamento ai fini della liberazione.
Il mistico indiano Swami Vivekananda (1863 – 1902), esponente contemporaneo dell'Advaita Vedānta e uno dei principali artefici della rinascenza del pensiero hindu nell'India colonia britannica, così sintetizza il suo punto di vista sul karma:
Non c'è altro modo per rivendicare la gloria e la libertà dello spirito umano e di riconciliare le ineguaglianze e gli orrori di questo mondo, che sistemare tutto il peso sulla legittima causa – le nostre azioni indipendenti, o karma. Inoltre, qualunque teoria della creazione dello spirito dal nulla conduce inevitabilmente al fatalismo e alla preordinazione, e invece di un Padre Misericordioso, ci mettiamo di fronte a un orrendo, crudele, e sempre arrabbiato Dio da adorare.»
(Citato in Swami Vivekananda - Karma e rinascita, ramakrishna-math.org)

## Sikhismo
Nel sikhismo non si sono ancora trovate forme di esistenza di karma.

## Antroposofia
Rudolf Steiner nell'ambito della sua visione antroposofica afferma che contrariamente a ciò che professano le religioni monoteiste principali (cristianesimo, ebraismo e Islam) e richiamandosi alle dottrine orientali esisterebbe una reincarnazione soggetta alle leggi del karma. Dopo la morte infatti l’uomo passerebbe alla fase del kamaloka. In questo periodo che può durare fino a un terzo della vita reale, si rivivrebbero le emozioni positive e negative suscitate negli altri. In funzione dell’attaccamento alla vita fisica questa fase si allungherebbe e il corpo eterico così vive una sorta di purificazione, dopodiché abbandona anche il "corpo astrale". A questo punto rimarrebbe soltanto l’Io (corpo mentale) in forma di “seme” che cresce nel mondo spirituale finché, dopo un lungo periodo (da cinquecento a mille anni), riceverà un nuovo corpo astrale ed eterico, sceglierà i genitori, vedrà la sua vita futura in un rapido quadro d’insieme e infine si reincarnerà in un nuovo corpo fisico.